# EC50
Als mittlere effektive Konzentration (EC50) bzw. mittlere effektive Dosis (ED50), wird in der Pharmakologie und Toxikologie die effektive Konzentration bzw. Dosis bezeichnet, bei der ein halbmaximaler Effekt beobachtet wird. Die mittlere Effektivdosis kann nicht direkt gemessen werden, sondern muss aus einer an einer Gruppe von Individuen bestimmten Dosis-Wirkungs-Kurve durch mathematische Modellierung abgeleitet werden. 
Bei der Toxizitätsbestimmung entspricht die EC50 einer Konzentration, die bei 50 % einer Versuchspopulation eine andere definierte Wirkung als den Tod auslöst – bei Letalität würde man von LC50 sprechen.
In der Ökotoxikologie beziehen sich EbC50 und ErC50 auf die Reduktion der Biomasse bzw. auf die Inhibition des Wachstums von Pflanzen oder Algen.
In der Pharmakologie wird über den Quotienten von LD50 und ED50 die Therapeutische Breite berechnet.